# Life of da Party
Life of da Party – trzeci singel amerykańskiego rapera Snoop Dogga, który promował album pt. Ego Trippin’. Utwór został wydany w marcu 2008 roku. Artystę wspomogli Too $hort i Mistah F.A.B.